# ペドラフォルカ
ペドラフォルカ（カタルーニャ語: Pedraforca）は、ピレネー山脈東部の山。スペイン・カタルーニャ州バルゲダー郡に位置する。
2つの稜線が鞍部で結ばれた特異な形状に加えて、どの山や稜線とも接続していないように見えることで、カタルーニャ州でもっとも有名で象徴的な山の一つとなった。

## 地勢
頂上部が平らな2つの稜線が鞍部で結ばれた、かなり特異な形状をしている。標高が高い方の稜線は2506.4mのプリェゴー・スペリオールであり、低い方の稜線は2496.4mのアル・カルダレールである。プリェゴー・インフェリオールと呼ばれる2444.8mの稜線もあり、アンフルカドゥーラと呼ばれる鞍部の標高は2356.2mである。

## 位置
ペドラフォルカはカディ＝モシェロー自然公園に含まれる。カタルーニャ州政府によってNatural Site of National Interestに指定されている。
ペドラフォルカにもっとも近い村はゴスル（西）とサルデス（東）である。ペドラフォルカの山頂はリェイダ県とバルセロナ県の県境に位置するだけでなく、両自治体の自治体境界にも位置する。カタルーニャ州では2県にまたがって存在するクマルカ（郡）があり、両自治体は所属する県が異なるにもかかわらず揃ってバルゲダー郡に属している。

## 象徴
ペドラフォルカはムンサラットやカニゴーとともにカタルーニャ地方を象徴する山である。バルダゲー郡の紋章やロゴなどにはペドラフォルカの特異な山体が使用されており、ハイカーやロッククライマーに人気のある目的地である。

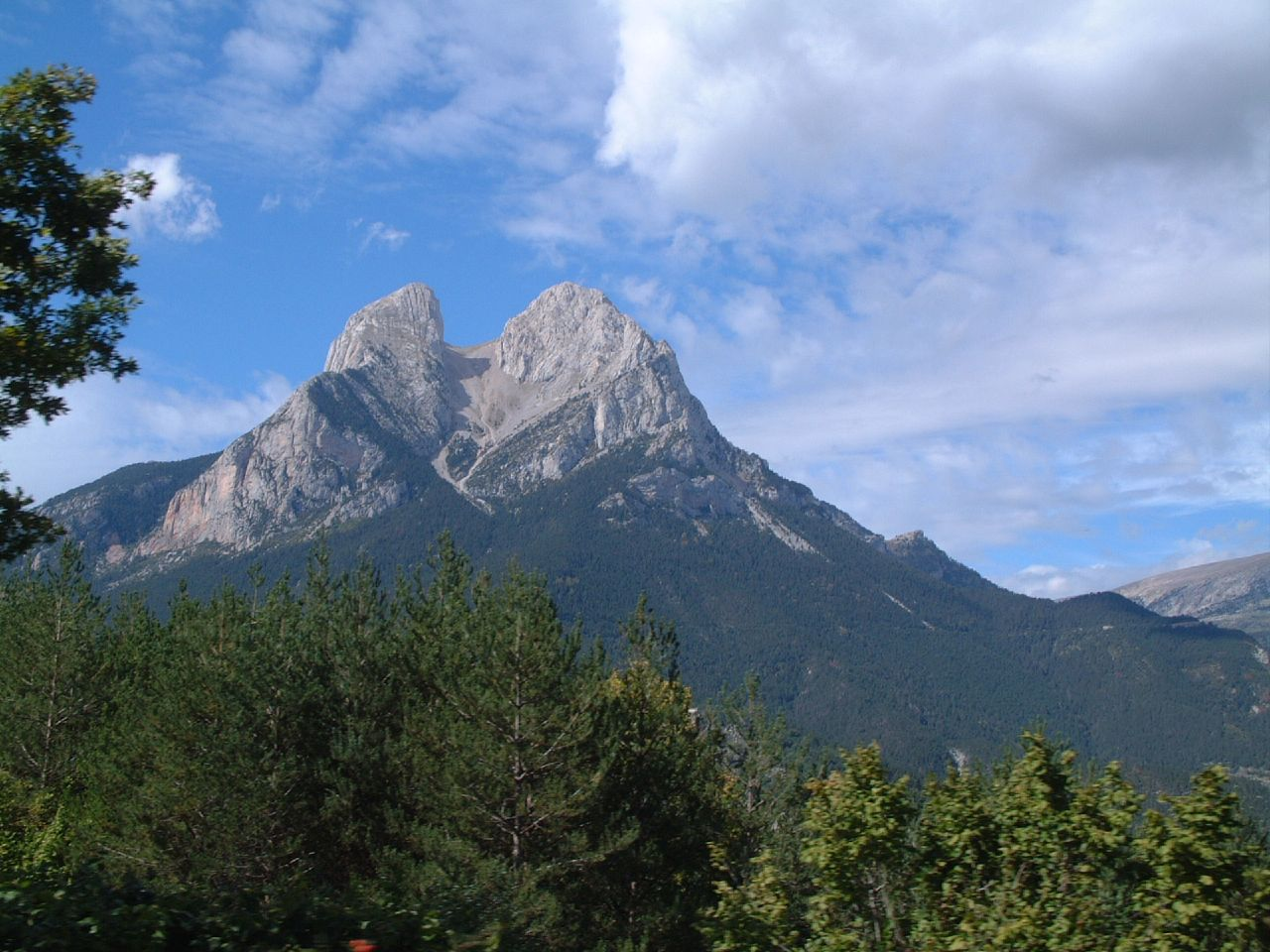
夏季のペドラフォルカ
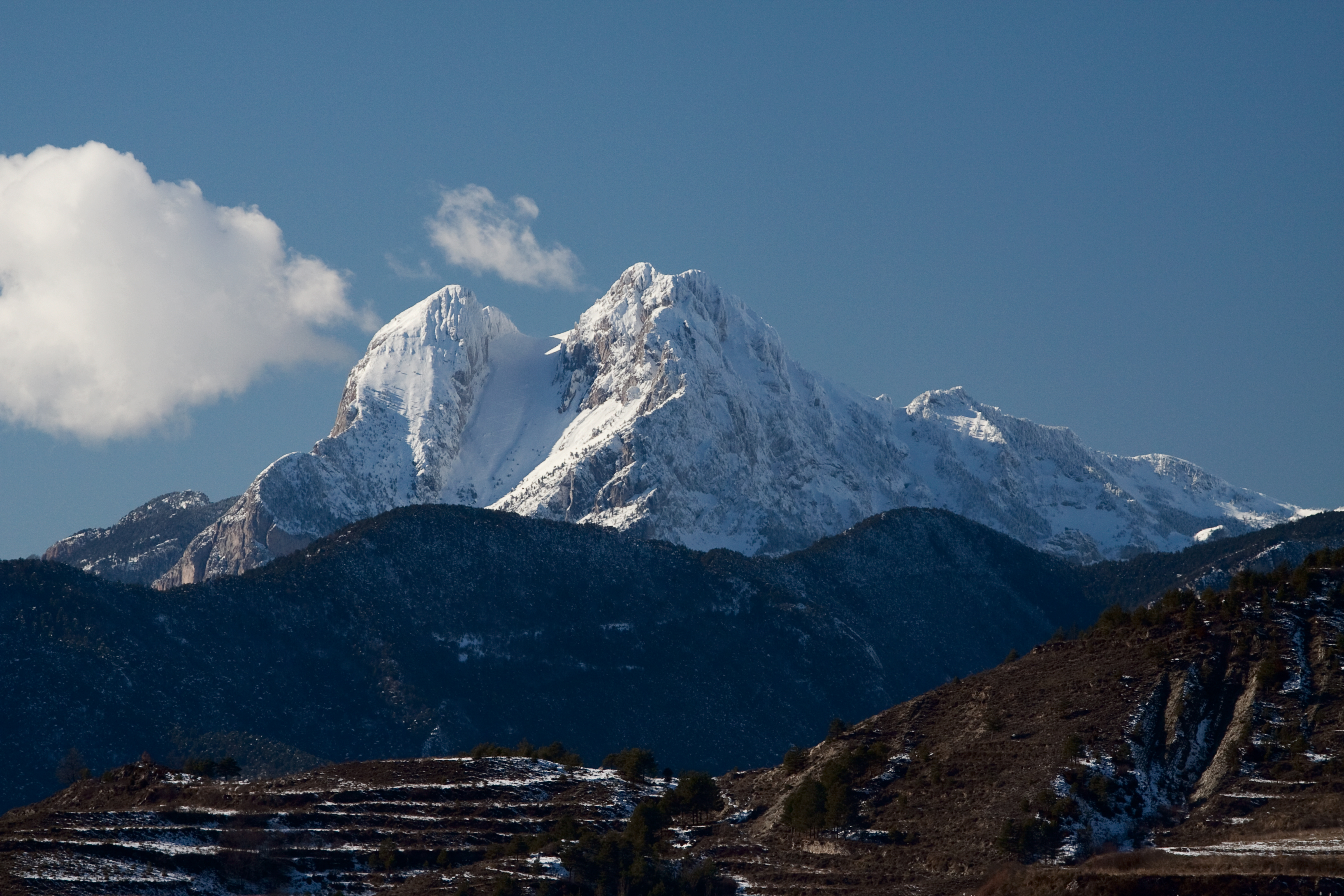
冬季のペドラフォルカ
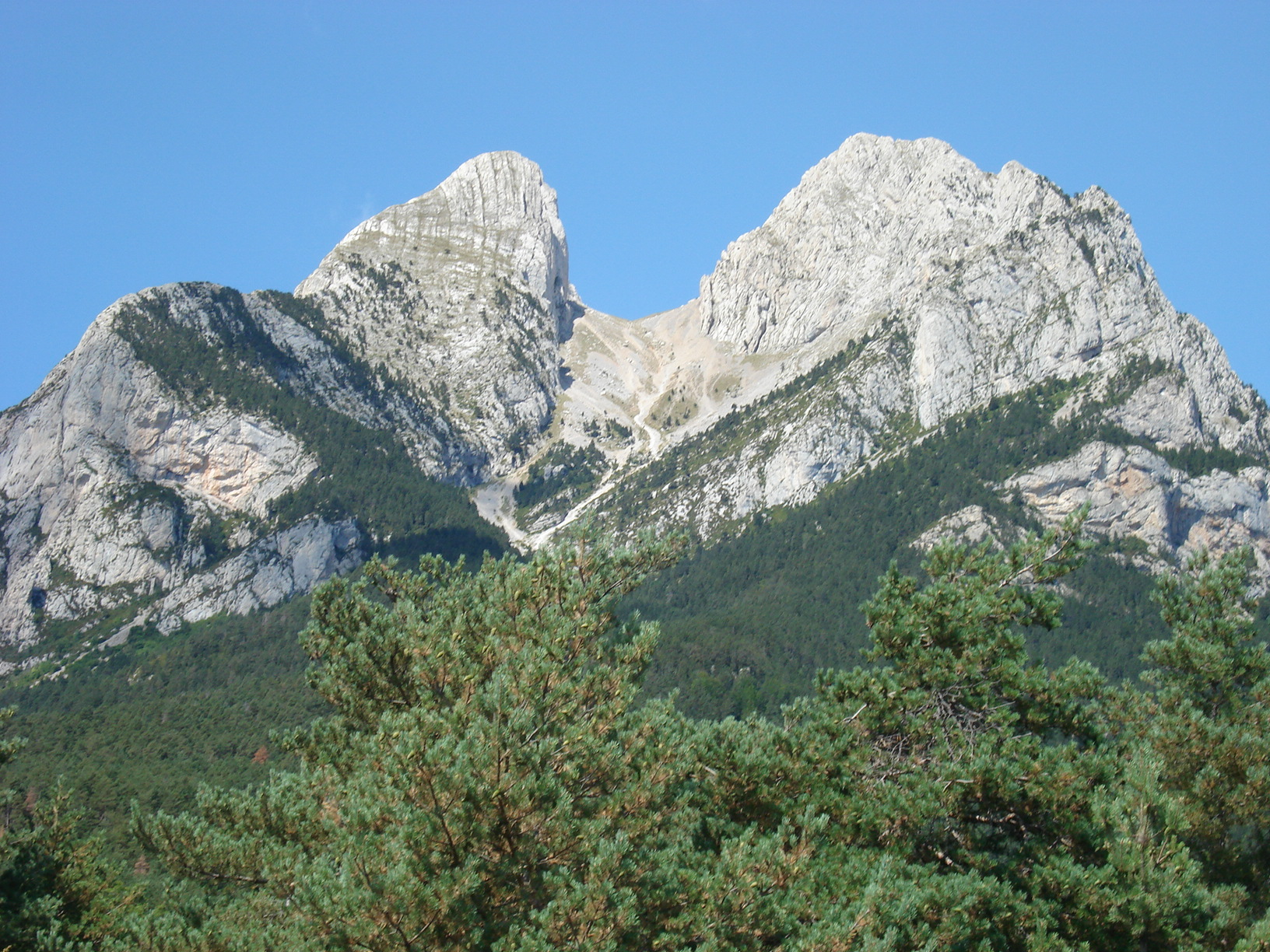
特徴的な稜線と鞍部
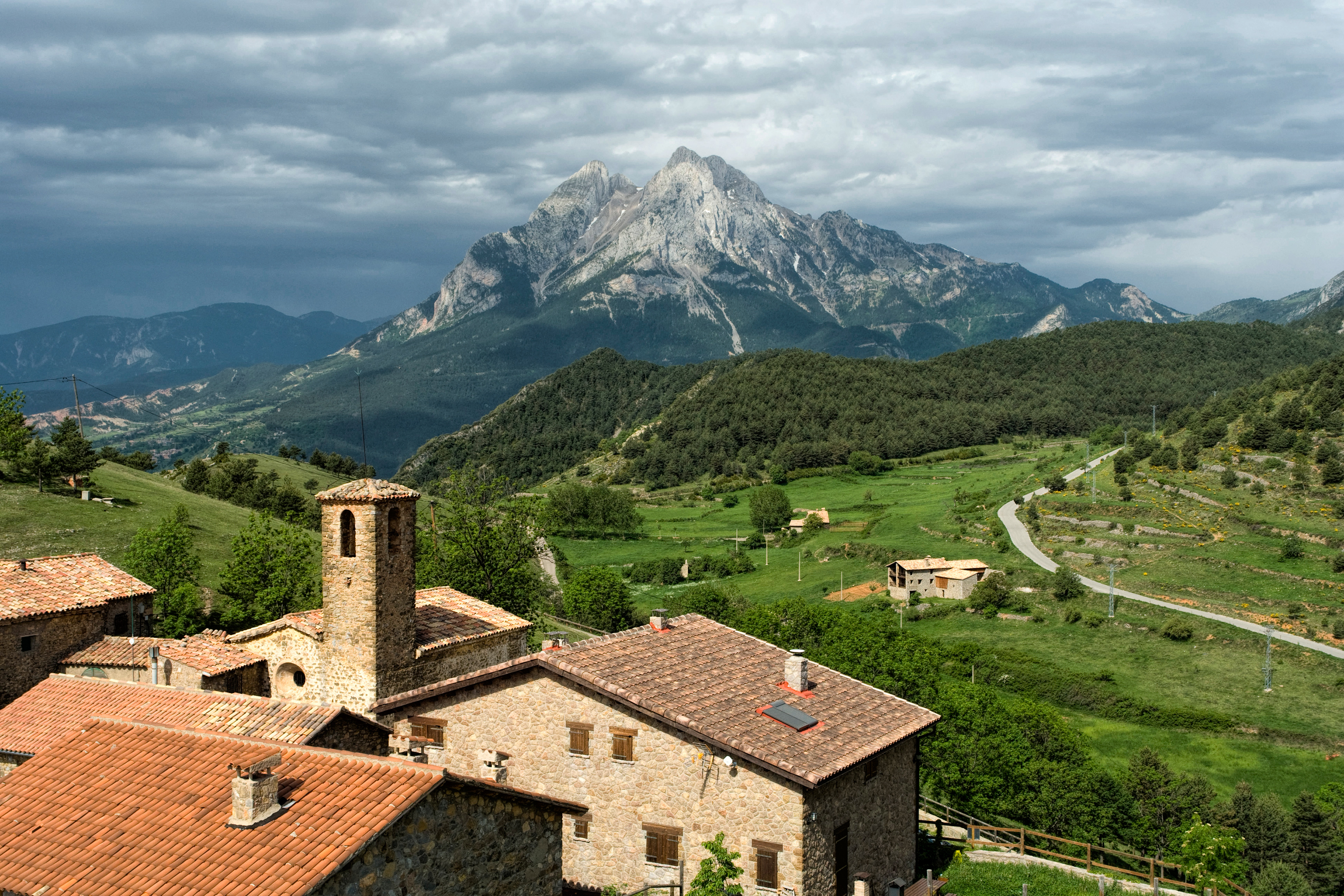
カタルーニャの農村とペドラフォルカ
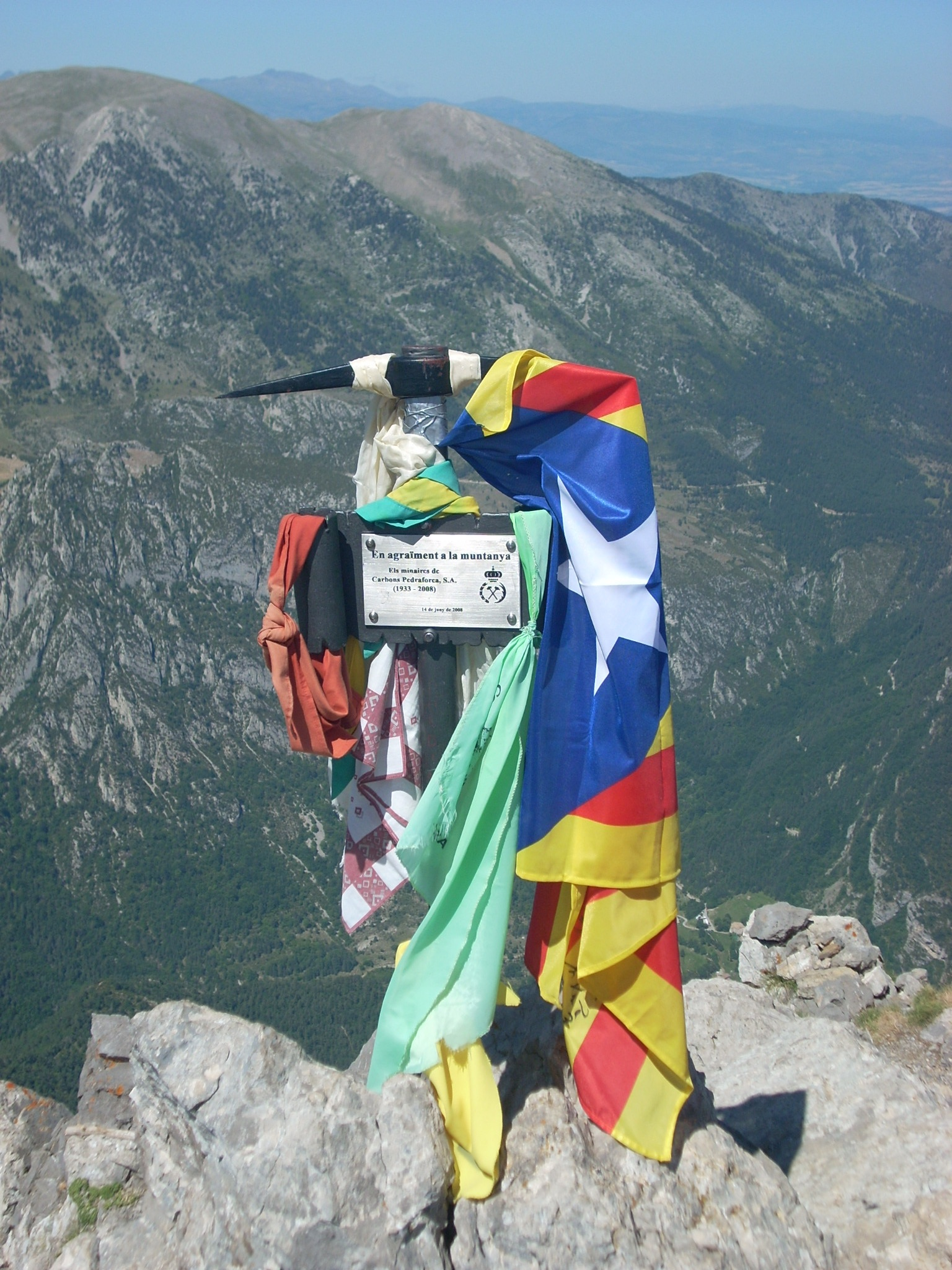
山頂
バルダゲー郡の紋章